# アナザー・ノン・ストップ・シスター
『アナザー・ノン・ストップ・シスター』は英国のバンド、スウィング・アウト・シスターが1987年に発売したリミックス・アルバム。

## 解説
初期のヒット曲のリミックス集。
1990年には収録曲とバージョンを一部変更した『SWING3（スウィング・スウィング・スウィング）』を発売した。

## 収録曲
1. ブレイクアウト（ニュー・ロッキン・ヴァージョン）
2. トワイライト・ワールド（エディテッド・ヴァージョン）
3. ダーティ・マネー
4. ブルー・ムード（ダブド・アップ・ヴァージョン）
5. サレンダー（ロードランナー・ミックス）
6. フールド・バイ・ア・スマイル（ラルフ・ミックス）
7. アナザー・ロスト・ウィークエンド（ロング・ヴァージョン）
8. フィーヴァー
9. ブレイクアウト（ホーニー・ヴァージョン）

## SWING3収録曲
1. ブレイクアウト（ニュー・ロッキン・ヴァージョン）
2. トワイライト・ワールド（スパーブ・スパーブ・ミックス）
3. ダーティ・マネー
4. ブルー・ムード（ダブド・アップ・ヴァージョン）
5. ウェイティング・ゲーム（ウルティ・ミックス）
6. フールド・バイ・ア・スマイル（Phi Phiミックス）
7. アナザー・ロスト・ウィークエンド
8. ウェイク・ミー
9. サレンダー（スタッフ・ガン・ミックス）